# سوزانا غريغوري
سوزانا غريغوري (بالإنجليزية: Susanna Gregory)‏ هي كاتبة جريمة وأحيائية وكاتِبة بريطانية، ولدت في 1958.